# Пърл Бък
Пърл Сидънстрайкър Бък (на английски: Pearl Sydenstricker Buck, моминско име Пърл Комфърт Сидънстрайкър, Pearl Comfort Sydenstricker) е американска писателка, радетелка за човешки права и феминистка, Нобелов лауреат за литература през 1938 година.

## Биография
Пърл Бък се ражда в САЩ, но отраства в Китай, където родителите ѝ са мисионери. Учи в Шанхай, след това завършва психология в Рандолф-Мейкън Уоманс Колидж в гр. Линсбърг, Вирджиния. След дипломирането си през 1914 г. се завръща в Китай и става учителка в мисията. През 1917 г. се омъжва за мисионера Джон Бък, с когото се развежда през 1935 година. Има втори брак с издателя на произведенията си Ричард Уолш през 1935 г., след което окончателно напуска Китай и се установява да живее в САЩ.

## Преподавателска дейност
- Учителства в мисията.
- Преподава английска и американска литература в университета в гр. Нанкин
- През 1925 – 1927 г. специализира в престижния Корнелски университет в САЩ, където получава степен магистър по литература. Отново се завръща в Китай.

## Литературно творчество
- Първи литературни опити прави от най-ранна детска възраст. От началото на 20-те години публикува в американски списания статии за живота в Китай.
- Първият публикуван роман „Източен вятър, западен вятър“ (East Wind: West Wind) през 1930 година претърпява три издания.
- За втория си роман „Благодатна земя“ (The Good Earth) получава наградата „Пулицър“ през 1932 година. Темата отново е живота на хората в Китай и романа се отличава с простотата на стила, както и с това, че е написан в традицията на китайското народно творчество. Това е причината този роман да бъде наречен „притча за човешкия живот“.
- След успеха с „Благодатна земя“ следват продълженията „Синове“ (Sons) – 1932 година и „Синът на Тигъра“ (A Hose Divided) през 1935 година. Тази трилогия е публикувана през 1935 година като „Земна къща“ (The House of Earth).
- За 40 години професионална кариера с изключителен талант създава 80 творби, изгражда живи образи със стремеж към човешко разбирателство, като преодоляват расовите различия и граници.

Автор е на биографии на родителите си – „Войнственият ангел“ (Fighting Angel) и „Заточеникът“ (The Exile), издадени през 1936 година, автобиография, радиопиеси, книги за деца и на преводи от китайска класическа проза „Всички хора са братя“ (All Men Are Brothers) – 1933 година.

## Признание и награди
През 1938 година е удостоена с Нобелова награда за литература за „богато и вярно описание на селския живот в Китай и за биографичните ѝ шедьоври“.
Пърл Бък е член на Американската академия за изкуство и литература.

## Произведения

### Самостоятелни романи
- East Wind: West Wind (1930)
Източен вятър, западен вятър, изд. „Гладстон“ (1939), „Дамян Яков“ (1992), „Mediasat“ (2005), прев. Боян Дановски; изд. „Изток-Запад“ (2020), прев. Петя Петкова
- The Mother (1934)
- The Big Wave (1938)
- This Proud Heart (1938)
- The Patriot (1939)
- Other Gods (1940)
Нови божества, изд. „Сл. Атанасов“ (1941), „Ведрина“ (1992), прев. Радка Крапчева
- Portrait of a Marriage (1941)
- Dragon Seed (1942)
Драконово семе, изд. „М. Г. Смрикаров“ (1946), прев. Анна Добрева
- The Promise (1943)
- Pavilion of Women (1946)
Павилион за жени, изд.: „М. Г. Смрикаров“ (1948), ИК „Хермес“, Пловдив (2015), прев. Сидер Флорин
- Peony (1948)
- The Bondmaid (1949)
- Kinfolk (1950)
- God's Men (1951)
- Hidden Flower (1952)
- Come, My Beloved (1953)
- Johnny Jack and His Beginnings (1955)
- China Sky (1956)
- Imperial Woman (1956)
Императрицата, изд. „Изток-Запад“ (2019), прев. Снежана Ташева
- Letter from Peking (1957)
- The Christmas Mouse (1958)
- Command the Morning (1959)
- Christmas Ghost (1960)
- The Devil Never Sleeps (1962)
- The Living Reed (1963)
- Man Who Changed China (1963)
- Death in the Castle (1966)
- Matthew, Mark, Luke and John (1967)
- Time is Noon (1967)
- The New Year (1968)
- The Three Daughters of Madame Liang (1969)
- Mandala (1971)
- Chinese Story Teller (1971)
- Goddess Abides (1972)
- Far and Near (1973)
- All Under Heaven (1973)
- The Rainbow (1974)
- The Eternal Wonder (2013)
Вечното чудо, изд. „СББ Медиа“ (2015), прев. Иванка Томова

#### Като Джон Седжис
- The Long Love (1944)
- The Townsman (1944)
- Voices in the House (1944)
- The Townspeople (1945)
- The Angry Wife (1947)
- Bright Procession (1952)

### Серия „Благодатна земя“ (House of Earth)
1. The Good Earth (1931)
Благословена земя, изд. „Народна книга“ (1945), прев. Юлий Генов
2. Sons (1932)
Синове, изд. „М. Г. Смрикаров“ (1942), прев. Богдан Ясников
3. A House Divided (1935)

### Сборници
- The First Wife (1933)
Първа жена, сп. „Домакиня и майка“ (1939), прев. Олга Чавова
- Today and Forever (1941)
- One Bright Day (1952)
- Fourteen Stories (1961)
- With a Delicate Air (1962)
- To My Daughters, With Love (1967)
- The Good Deed (1969)
- Story Bible: Old Testament (1971)
Библията: Старият и новият завет, изд. „Просвета“ (1990), прев. Дора Янева

### Документалистика
- The Exile (1936)
- Fighting Angel (1937)
- The Chinese Novel (1939)
Небето над Китай, изд. „Линотип“ (1947)
- Of Men and Women (1941)
Мъже и жени, изд. „Славчо Атанасов“ (1944), прев. Александър Шишманов
- American Argument (1950)
- The Child Who Never Grew (1950)
- My Several Worlds (1954)
- Tell the People (1959)
- A Bridge for Passing (1963)
- For Spacious Skies (1966) – с Теодор Харис
- The People of Japan (1968)
- The Kennedy Women (1970)
- China as I See it (1971)
- Pearl Buck's America (1971)
- American Unity and Asia (1972)
- Pearl S. Buck's Oriental Cookbook (1972)
- What America Means to Me (1973)
- Joy of Children (1974)